# 틀라코치칼카틀

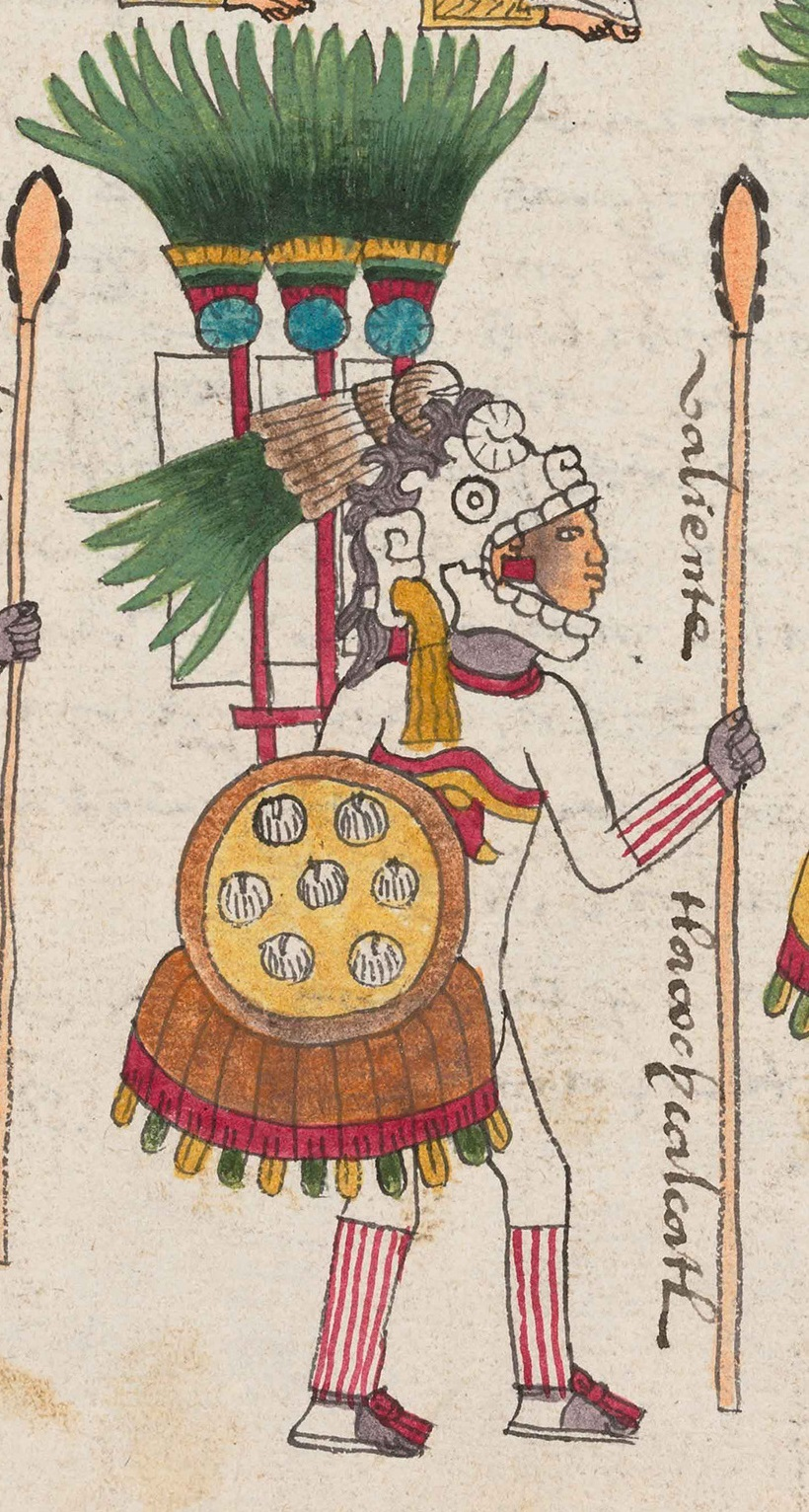
멘도사의 서에 그려진 틀라코치칼카틀. 한 손에는 치말리(chimalli)라는 방패를, 다른 손에는 테포스토필리(tepoztopilli)라는 창을 들었다. 해골바가지로 투구를 만들어 쓰고, 염색한 목면갑옷을 입었으며 등에는 파미틀(pamitl)이라는 군기를 꽂았다.

틀라코치칼카틀(나와틀어: Tlacochcalcatl [t͡ɬakotʃˈkaɬkat͡ɬ])은 아스텍 제국의 군사 칭호 또는 작위이다. 근현대의 장성급 지휘관과 대체로 동격으로 여길 수 있다. 틀라코치칼카틀이란 직역하면 "투창의 집의 사나이"라는 뜻이다. 아스텍의 군사에서 틀라코치칼카틀보다 위에 있는 사람은 군주인 틀라토아니가 유일했다. 틀라코치칼카틀은 또다른 장성급 지휘관인 틀라카텍카틀과 함께 아스텍군을 책임지며 틀라토아니가 계획한 모든 군사적 결정을 수행했다.
틀라코치칼카틀은 틀라코치칼코(tlacochcalco)의 책임자이기도 했다. 틀라코치칼코는 "투창의 집에서"라는 뜻으로, 아스텍의 수도 테노치티틀란의 중심지로 들어가는 네 개의 입구에 위치한 조병창들을 일컫는다. 이 조병창들에는 매년 퀘촐리 축제 때 새로운 무기들이 만들어져 저장되었다. 스페인 정복자 안드레스 데 타피아(Andrés de Tapia)의 기록에서는 각 조병창에서 발견된 무기들의 수가 수레 500대 분량에 달했다고 한다.
틀라코치칼카틀은 "머리 깎은 자들"이라는 뜻의 쿠아칙퀘으(cuachicqueh)라는 전사집단의 상임 구성원이었다.
틀라코치칼카틀이 후임 틀라토아니가 되는 경우도 자주 있었다.
틀라코치칼카틀이라는 직책이 처음 발견되는 것은 제2대 틀라토아니인 우이칠리우이틀 치세 때부터다. 우이칠리우이틀은 남동생 이츠코아틀을 틀라코치칼카틀로 임명했고 이츠코아틀은 그 다음 틀라토아니인 치말포포카 치세 때도 틀라코치칼카틀에 재임한 것으로 보인다. 이츠코아틀은 치말포포카의 후임 틀라토아니로 즉위하자 틀라카엘렐을 틀라코치칼카틀로, 몬테수마 일위카미나를 틀라카텍카틀로 임명했다. 틀라카엘렐이 시우아코아틀로 임명되자 몬테수마가 틀라코치칼카틀로 승진했다. 몬테수마가 틀라토아니 몬테수마 1세로 즉위했을 때 그 치세의 틀라코치칼카틀이 누구인지는 알려져 있지 않다. 몬테수마 1세의 아들 아샤야카틀 치세에 틀라코치칼카틀은 티소시카친이었고, 아샤야카틀이 죽자 티소시카친이 틀라토아니로 즉위했다. 티소시카친은 얼마 못 가 폐위당하고 그 밑에서 틀라코치칼카틀을 지냈던 아위초틀이 틀라토아니가 되었다. 아위초틀의 틀라코치칼카틀이 몬테수마 쇼코요친이다. 아위초틀의 후임 틀라토아니로 몬테수마가 즉위해 아스텍 최후의 틀라토아니인 몬테수마 2세가 되었다. 에르난 코르테스가 이끄는 스페인 정복자들이 몬테수마 2세와 만났을 때 틀라코치칼카틀은 콰피아틀이었다.

## 참고 자료
- Hassig, Ross (1988). Aztec Warfare: Imperial Expansion and Political Control. Norman: University of Oklahoma Press. ISBN 0-8061-2121-1.